# Derxia gummosa
Derxia gummosa ist ein Bakterium, das in der Lage ist, Wasserstoff zu spalten und damit Energie zu gewinnen. Dieser von manchen Bakterien genutzte Stoffwechselweg wird auch als Knallgasreaktion bezeichnet. Derxia gummosa kann auch die „normale“ Atmung mit Sauerstoff durchführen. Es ist in der Lage viele verschiedene Verbindungen für das Wachstum zu verwenden. Es wurde auch die Fähigkeit beschrieben, Methan und Methanol als einzige Kohlenstoffquelle zu nutzen. Das Bakterium ist weiterhin in der Lage, Stickstoff aus der Luft aufzunehmen und in den Stoffwechsel einzubauen (Diazotrophie). Derxia gummosa wurde in verschiedenen tropischen Böden in Asien, Afrika und Südamerika gefunden.

## Merkmale
Die Kulturen von Derxia gummosa sind zunächst schleimig oder gummiförmig und halbtransparent, werden dann größer, undurchsichtig und faltig und haben eine dunkelbraune Farbe. Auf das stark schleimige oder gummiartige Wachstum bezieht sich auch der Artname D. gummosa. Dies ist auch ein Unterscheidungsmerkmal zu den sonst ähnlichen Gattungen Azotobacter und Azomonas, sie produzieren keine schleimigen Kolonien.
Es wird angenommen, das die gummieartige Substanz dazu dient, die Zelle vor dem molekularen Sauerstoff zu schützen. Das Enzym Nitrogenase dient der Stickstofffixierung und es wird durch Sauerstoff gehemmt. Gummiähnliche Substanzen oder Polysaccharide, die sich außerhalb der Zellwand ansammeln, können einen Schutz bieten. Hierdurch wird die Diffusionsrate (also das Eindringen in die Zelle) von Sauerstoff verringern.
Die Zellen sind stäbchenförmig mit abgerundeten Enden. Sie können auch pleomorph („vielgestaltig“) auftreten, was von dem Alter der Kolonien und dem Nährmedium, indem es gezüchtet wird, abhängt. Junge Zellen haben ein gleichmäßig geformtes Cytoplasma, ältere Zellen zeigen typischerweise Poly-β-Hydroxybuttersäure-Granulate. Die Hydroxybuttersäure dient als Kohlenstoffspeicher. Sporenbildung ist nicht bekannt.

Struktur von (±)-3-Hydroxybuttersäure

Derxia gummosa kann sich mit Hilfe einer polar gelegenen Geißel (auch als Flagellen bezeichnet) bewegen. Allerdings treten die Geißeln bei einem Medium ohne Stickstoff seltener auf. Einige Zellen können auch eine Flagelle an je beiden Zellpolen besitzen.

## Stoffwechsel und Wachstum
Derxia gummosa kann verschiedene Kohlenhydrate, organische Säuren und Alkohole nutzen. Zu den Kohlenhydraten zählen z. B. Arabinose und Sorbose, zu den Säuren Acetat (Essigsäure) Citrat (Zitronensäure) und Oxalacetat (Oxalessigsäure) und zu den Alkoholen Butanol, Propanol und Glycerol. Es ist in der Lage molekularen Stickstoff (N2) zu fixieren, die verwandte Art Derxia lacustris fixiert Stickstoff nur in Umgebungen mit geringen Sauerstoffgehalt (mikroaerophile Umgebung).
Die Stickstofffixierung bei D. gummosa verläuft langsam. Molybdän stimuliert die Stickstofffixierung stark. Zugeführtes Molybdän kann bei einigen anderen Stickstofffixieren durch Vanadium ersetzt werden, dies ist bei D. gummosa allerdings nicht der Fall. Die Menge an fixierten Stickstoff variiert zwischen 9 und 25 Milligramm pro verbrauchten Gramm Glukose und ist deutlich geringer als die von Azotobacter oder Beijerinckia.
D. gummosa wächst auch autotroph in einer Umgebung mit Wasserstoff (H2), Kohlendioxid (CO2) und Sauerstoff (O2) enthält, mit entweder N2 oder NH4 als Stickstoffquelle. Bei diesen autotrophen Wachstum wird durch die Spaltung von Wasserstoff  Energie gewonnen und gleichzeitig CO2 zum Aufbau von Zellsubstanz (Kohlenstoffdioxid-Assimilation) genutzt. Man spricht hier auch von der Knallgasreaktion. Tatsächlich scheint es autotroph fast genauso gut zu wachsen wie heterotroph. Die für die Nutzung von CO2 wichtige Ribulose-1,5-bisphosphat-Aktivität tritt in autotroph gewachsenen Zellen auf, nicht aber in heterotroph gewachsenen Zellen. Weitere Knallgasbakterien innerhalb der Gram-negativen Bakterien sind z. B. Bradyrhizobium japonicum, die Art Cupriavidus metallidurans (früher: Ralstonia metallidurans, toleriert hohe Konzentrationen von Schwermetallen), Cupriavidus necator, Hydrogenobacter thermophilus,
Paracoccus denitrificans und Xanthobacter autotrophicus.
D. gummosa ist auch in der Lage, Methan und Methanol als einzige Kohlenstoffquelle zu nutzen.
Das Wachstum erfolgt bei 10–45 °C (optimal bei 20–30 °C) und mit 0–2 % (w/v) Natriumchlorid (NaCl) (optimal sind 1 % w/v NaCl). Es toleriert ein relativ breites Spektrum an pH-Werten, Wachstum findet bei einem pH-Wert von bis zu ca. 9,0 statt. Es kann noch in leicht sauren Umgebungen wachsen, pH-Werte niedriger als 4,5 werden allerdings nicht mehr toleriert.

## Systematik
Derxia wurde zuerst zu der Familie Beijerinckiaceae in der Ordnung Rhizobiales gestellt. Die Mikrobiologen J. De Smedt und Mitarbeiter stellten im Jahr 1980 fest, dass sich D. gummosa deutlich von Arten der Gattungen Beijerinckia, Azotobacter und Azomonas unterscheidet. Die rRNA von Derxia ist denen von Pseudomonas acidovorans, P. solanacearum, Chromobacterium violaceum, Janthinobacterium lividum und Alcaligenes faecalis am ähnlichsten. Aktuell (Oktober 2024) wird Derxia der Familie Alcaligenaceae zugeordnet. Diese Familie wurde 1986 von J. De Smedt et al. vorgeschlagen.
Der Gattungsname Derxia wurde zu Ehren des niederländischen Mikrobiologen H.G. Derx (1894–1953) gewählt. Der Artname D. gummosa leitet sich vom lateinischen Wort „gummosus“ ab, was „gummiartig“ bedeutet, und bezieht sich auf das schleimige oder gummiartige Erscheinungsbild der Kolonien dieser Bakterien.

## Ökologie
Derxia gummosa kommt hauptsächlich in tropischen Böden vor. Sie wurde ursprünglich von H. L. Jensen und Mitarbeitern im Jahr 1960 aus einem Boden in Westbengalen mit einem pH-Wert von 6,5 isoliert.
Die Art ist in Brasilien, Indonesien, China und im südlichen Afrika weit verbreitet. In einer Untersuchung in Brasilien wurde festgestellt, dass Derxia gummosa in überschwemmten Böden am häufigsten, in feuchten Böden weniger häufig und in trockenen Böden am wenigsten häufig vorkommt. Beim Vergleich von Isolierungen auf einem stickstofffreien, mineralischen Stärkeagar wurde beobachtet, dass Derxia häufiger aus Wurzelstücken von Pflanzen (meist von Süßgräsern) isoliert werden konnte als aus demselben Ort vorgenommenen Bodenproben. Im Boden schien das Vorhandensein des Bakteriums begünstigt zu sein, wenn der pH-Wert im relativ sauren Bereich zwischen 5,1 und 5,5 lag, Isolierungen wurden aus Böden in einem pH-Bereich von 4,5–6,5 vorgenommen.
Auch Azotobacter- und Beijerinckia-Arten  kommen oft in Nähe von Wurzeln (Rhizosphäre), wo energiereiche abgesonderte Stoffe (Exsudaten) der Pflanzen vorkommen, vor. D. gummosa scheint wie Beijerinckia-Arten saure tropische Oxisole (Ferralsole) zu bevorzugen. Wahrscheinlich sind beide Gattungen in allen stark verwitterten und an Stickstoffmangel leidenden Böden der Tropen und Subtropen weit verbreitet.
Derxia gummosa kann in der Luft enthaltenen Stickstoff (N2) fixieren und wird zu den sogenannten „Plant growth-promoting rhizobacteria“ (abgekürzt PGPR, zu deutsch: „Pflanzenwachstumsfördernde Rhizobakterien“) gestellt. Diese Bakterien kommen in der Nähe von Pflanzen, z. B. wie Derxoa gummosa im Wurzelbereich (Rhizosphäre), vor und können den atmosphärischen Stickstoff in eine Form umwandeln, die Pflanzen aufnehmen können, wie z. B. Ammonium (NH4+). Dies ist von Nutzen für Pflanzen, da sie Stickstoff benötigen, ihn aber nicht direkt aus der Luft aufnehmen können. D. gummosa kommt im Wurzelbereich (Rhizosphäre) vor, andere Arten der PGPR können auch z. B. auf Blättern vorkommen. Funktionen von anderen PGPR sind z. B. die Verfügbarkeit von Phosphor für Pflanzen herzustellen, mit Siderophoren Eisen im Boden zu binden. Auch Pflanzenhormone können von solchen Bakterien gebildet werden, z. B. Auxine. Diese Hormone steuern die Wurzelbildung. Die PGPR unterstützen somit das Wachstum der Pflanzen und sind auch in der Landwirtschaft von Bedeutung.